# Jay Hernandez
Jay Hernandez, nome artístico de Javier Manuel Hernandez Jr. (Montebello, Califórnia, 20 de fevereiro de 1978)  é um ator estadunidense mais conhecido por interpretar a personagem principal da série Magnum, P.I. (2018), Thomas Magnum, bem como por participar das duas partes do filme O Albergue e do filme de terror Quarentena (filme), remake do filme espanhol REC (2007). Também interpretou a personagem Chato "El Diablo" Santana no filme Esquadrão Suicida. 

## Biografia
Javier Hernandez nasceu Manuel Hernandez, Jr. em Montebello, Califórnia, filho de Isis, uma secretária e tesoureira, e Javier Hernandez, Sr., um mecânico. Ele tem uma irmã mais nova, Amelia, e dois irmãos mais velhos, Michael e Gabriel. Hernandez é um mexicano-americano de quarta geração.
Ele participou Don Bosco Technical Institute em Rosemead, Califórnia, mas transferido para a High School em Montebello, Califórnia, no seu último ano. Foi abordado pelo agente Howard Tyner que Hernandez tinha sugerido que isso o levou a ter uma carreira de sucesso em Hollywood. Hernandez se matriculou em escolas atuando para aperfeiçoar seu talento e enviando suas fotos para agentes.
Hernandez posteriormente atingiu êxito em seu papel de antagonista á Kirsten Dunst em Crazy / Beautiful. Ele tem feito grandes aparições em Hollywood em vários filmes, incluindo interpretar o papel principal no filme de terror de 2005 O Albergue, que teve bom desempenho na bilheteria, e As Torres Gêmeas, lançado no mesmo ano. Hernandez  pode ser visto no filme chamado Takers, que tem data de lançamento para 2010.

## Filmografia

### Filmes
| Ano  | Título                           | Personagem              | Outras Notas                          |
| ---- | -------------------------------- | ----------------------- | ------------------------------------- |
| 2000 | Vivendo a Vida                   | Kikicho                 |                                       |
| 2001 | Gostosa Loucura                  | Carlos Nuñez            |                                       |
| 2001 | Joy Ride                         | Marine                  |                                       |
| 2002 | Desafio do Destino               | Joaquin "Wack" Campos   |                                       |
| 2004 | Fúria em Duas Rodas              | Dalton                  |                                       |
| 2004 | Ladder 49                        | Keith Perez             |                                       |
| 2004 | Tudo pela Vitória                | Brian Chavez            |                                       |
| 2005 | Nomad                            | Erali                   |                                       |
| 2005 | O Albergue                       | Paxton                  |                                       |
| 2005 | O Pagamento Final: Rumo ao Poder | Carlito Brigante        |                                       |
| 2006 | Karas: The Prophecy              | Nue                     | Voz                                   |
| 2006 | As Torres Gêmeas                 | Dominick Pezzulo        |                                       |
| 2007 | Grindhouse                       | Bobby                   | Teaser Trailer Segment "Thanksgiving" |
| 2007 | Live!                            | Pablo                   |                                       |
| 2007 | O Albergue 2                     | Paxton                  |                                       |
| 2008 | American Son                     | Junior                  |                                       |
| 2008 | O Vizinho                        | Javier Villareal        |                                       |
| 2008 | Quarentena                       | Jake                    |                                       |
| 2008 | Nothing Like the Holidays        | Ozzy                    |                                       |
| 2010 | Takers                           | TBA                     |                                       |
| 2016 | Esquadrão Suicida                | Chato Santana/El Diablo |                                       |
| 2016 | Perfeita É A Mãe                 | Jessie                  | Título Original "Bad Moms"            |
| 2017 | Perfeita É A Mãe 2               | Jessie                  | A Bad Moms Christmas                  |